# Paradasys littoralis
Paradasys littoralis är en djurart som tillhör fylumet bukhårsdjur, och som beskrevs av Chandrasekara Rao och Ganapati 1968. Paradasys littoralis ingår i släktet Paradasys och familjen Lepidodasyidae.
Artens utbredningsområde är Indiska oceanen. Inga underarter finns listade i Catalogue of Life.